# Orectanthe
Orectanthe ist der Name einer Pflanzengattung von nur zwei Arten in der Familie der Xyridaceae. Francis Wall Oliver hatte beide Arten ursprünglich der Gattung Abolboda zugeordnet, aber Bassett Maguire beschrieb sie dann als eigene Gattung Orectanthe. Die Gattung ist endemisch auf südamerikanischen Tepuis.

## Verbreitung

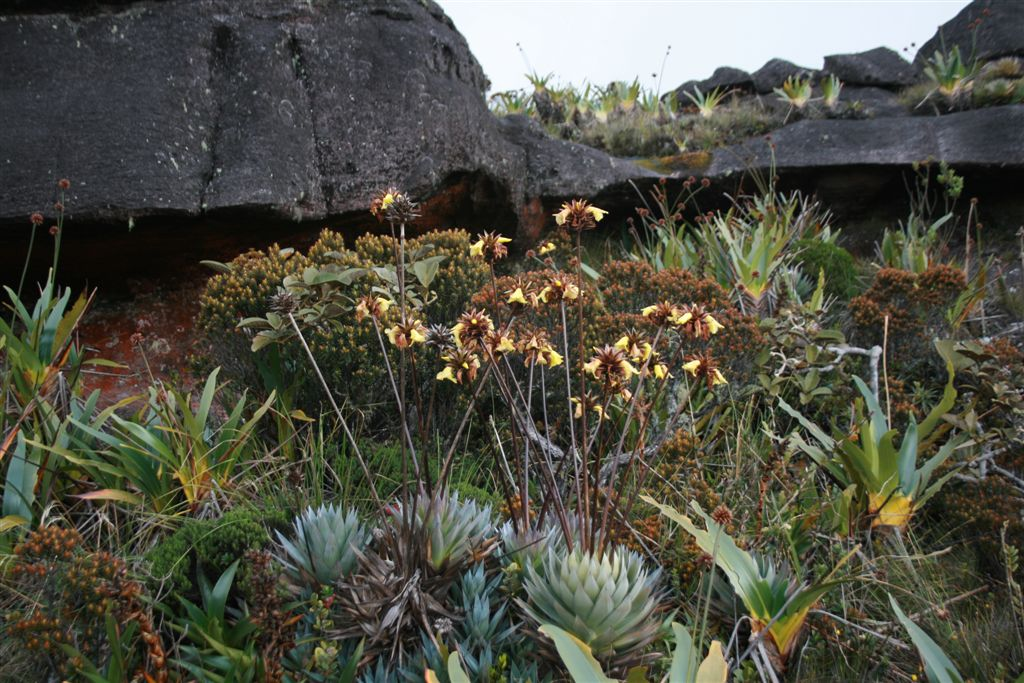
Orectanthe sceptrum

Die Orectanthe-Arten sind auf dem Roraima-Tepui, einem 2810 m hohen Tafelberg im Dreiländereck der Staaten Venezuela, Guyana und Brasilien, bzw. dem Ptari-Tepui endemisch. Die Gattung ist auf den Tepuis weitverbreitet und findet sich auf dem Staatsgebiet aller drei Anrainerstaaten. Sie wächst dort auf steinigen, nährstoffarmen Geröllhalden in Höhenlagen von 500 bis 2700 m. Der Boden kann auch extrem feucht sein.

## Beschreibung
Pflanzen der Gattung Orectanthe sind mehrjährige krautige Pflanzen. Der Stängel ist kurz und caudiciform mit einer basalen Blattrosette (Orectanthe sceptrum) oder hoch mit losen Blattspiralen (Orectanthe ptaritepuiana). Die Laubblätter sind spitz und verhärtet, mit rot-braunem Rand.
Mit der Blüte bilden sich Langtriebe, an den sich ein oder zwei Quirle von je drei Brakteen bilden, auf denen die Blüten sitzen, die aber auch häufig leer bleiben. Die Hochblätter sind viel kürzer als die Kelchblätter, und von breitlanzettlicher bis ovaler Form. Die drei Kelchblätter sind gleichgestaltig, lanzettförmig mit einem stark gebogenen lateralen Knie. Die drei Kronblätter sind zu einer langen Lippe verwachsen. Die Blütenfarbe ist gelb oder rötlich. Es gibt drei Staubblätter, die zu einem Tubus verwachsen sind, die Filamente sind länger als die Antheren. Der Griffel ist gestreckt und am Ende umgebogen, endend in einer papillösen Narbe.
Die Samen reifen in etwa 1,5 bis 2 cm langen ovalen dreigeteilten Samenkapseln heran.

## Systematik
Bassett Maguire hat die Gattung Orectanthe 1958 aus der Gattung Abolboda ausgegliedert. Die Gattung umfasst zwei Arten:
- Orectanthe sceptrum (Oliv.) Maguire: Südliches Venezuela bis westliches Guayana.[2]
- Orectanthe ptaritepuiana (Steyerm.) Maguire: Südöstliches Venezuela bis Guayana.[2]